# Cecilioides jeskalovicensis
Cecilioides jeskalovicensis е вид охлюв от семейство Ferussaciidae. Видът е критично застрашен от изчезване.

## Разпространение
Разпространен е в Хърватия.